# Зав'язка (село)
Зав'язка (рос. Завязка) — село у Кіквідзенському районі Волгоградської області Російської Федерації.
Населення становить 1073 особи. Входить до складу муніципального утворення Зав'язенське сільське поселення.

## Історія
Село розташоване у межах українського історичного та культурного регіону Жовтий Клин.
Згідно із законом від 10 грудня 2004 року № 967-ОД органом місцевого самоврядування є Зав'язенське сільське поселення.

## Населення
| 2010 |
| ---- |
| 1073 |